# Irbit
Irbit (en russe : Ирбит) est une ville de l'oblast de Sverdlovsk, en Russie. Sa population s'élevait à 37 857 habitants en 2013.

## Géographie
Irbit se trouve sur la rive droite de la Nitsa, à son point de confluence avec la rivière Irbit, à 174 km au nord-ouest de Iekaterinbourg.

## Histoire
Fondée en 1631 sous le nom d'Irbeïevskаïa Sloboda (en russe : Ирбе́евская слобода), son nom fut changé en 1662 en Irbit. Elle reçut le statut officiel de ville par la Grande Catherine en 1775 pour sa loyauté envers l'impératice pendant l'insurrection de Pougachev en 1773-1774.
Au XIXe siècle, la foire d'Irbit était un important évènement qui rassemblait les marchandes de fourrures de Sibérie et les marchands de thé chinois.
Un parc public est situé au nord de la ville. Elle possède également des ressources minérales, comme la terre diatomacée et des dépôts de sable pour la verrerie.

## Population
Recensements (*) ou estimations de la population
| 1856  | 1897*  | 1926*  | 1939*  | 1959*  | 1970*  |
| ----- | ------ | ------ | ------ | ------ | ------ |
| 3 200 | 20 062 | 11 719 | 25 832 | 45 275 | 49 289 |

| 1979*  | 1989*  | 2002*  | 2010*  | 2012   | 2013   |
| ------ | ------ | ------ | ------ | ------ | ------ |
| 51 329 | 51 708 | 43 318 | 38 352 | 38 025 | 37 857 |

## Transport
La ville est située à environ 203 km de Iekaterinbourg par le chemin de fer et à 250 km par la route. Elle est traversée par la ligne de chemin de fer Iekaterinbourg – Tavda – Oustie-Akha. Des routes importantes permettent de rejoindre Kamychlov, Artiomovsk, Tourinsk et Tioumen.

## Économie
Jusqu'au début des années 1990, l'économie de la ville reposait sur l'Usine de motocyclettes d'Irbit ou IMZ (en russe : Ирбитский Мотоциклетный завод, Irbitski Mototsikletny Zavod), qui fabriquait les célèbres motos de marque Oural, notamment des side-cars. Cette usine fut créée en 1941, à partir d'usines de la partie occidentale de l'Union soviétique évacuées devant l'avance de l'armée allemande. Le premier modèle fabriqué fut une copie à l'identique de la BMW R71 et était destiné à l'Armée rouge. Par la suite, divers modèles civils furent développés. En 1992, IMZ fabriqua 130 986 motos avec un personnel de 10 000 personnes. La production s'est ensuite effondrée. Dix ans plus tard, un peu plus de 1 000 salariés produisent environ 200 motos par mois.

## Culture
Le Musée d'État des beaux arts d'Irbit possède quelques œuvres importantes, parmi lesquelles des gravures à l'eau forte de célèbres artistes européens. Dans sa collection, figurent des gravures d'artistes italiens, hollandais, flamands, allemands, français, anglais, espagnols, suisses, autrichiens, polonais, belges, bulgares et nord-américains. La collection du Musée possède ainsi des œuvres d'Albrecht Dürer et de Francisco Goya. L'art russe est représenté par A. F. Zoubova, I. A. Sokolova, E. P. Tchemesova, Mikhaïl Doboujinsky, Alexandre Deïneka et beaucoup d'autres. Des artistes locaux de Iekaterinbourg et Nijni Taguil sont également présentés.
Irbit possède un théâtre vieux de deux cents ans.
Le Musée d'État des motocyclettes d'Irbit tente d'attirer à Irbit et à l'usine IMZ des passionnés de motos de l'étranger. Chaque été, a lieu à Irbit un grand rassemblement de motards, l'Irbitski baïk sliot (Ирбитский байк слёт), un "Bike show" auquel prennent part des milliers de passionnés venus de l'oblast de Sverdlovsk, du reste de la Russie et même de l'étranger.